# Parfum (Fernsehserie)
Parfum ist eine deutsche Kriminal-Fernsehserie nach Motiven des Romans Das Parfum von Patrick Süskind. Regie führte Philipp Kadelbach, in den Hauptrollen sind unter anderem Friederike Becht, Wotan Wilke Möhring und Juergen Maurer zu sehen. Die Serie war als Weltpremiere am 29. Juni 2018 im Rahmen des Filmfestes München zu sehen und hatte ihre TV-Premiere am 14. November auf ZDFneo. Die internationale Vermarktung hat Netflix übernommen. In der Serie, die im Gegensatz zu Süskinds Roman in der Gegenwart spielt, geht es um eine Mordserie und eine Gruppe von fünf ehemaligen Internatsschülern, die mit menschlichen Düften experimentieren.

## Handlung
Am Niederrhein wird die Leiche einer Frau gefunden. Ihr wurden das rote Haar, die Scham- und die Achselbehaarung entfernt. Die Ermittler Nadja Simon und Matthias Köhler sowie Staatsanwalt Grünberg, mit dem Nadja eine Affäre hat, stoßen auf fünf ehemalige Internatsschüler. Sie kennen das Opfer aus ihrer Schulzeit und experimentierten damals mit menschlichen Düften, angeregt durch den Roman Das Parfum. Außerdem rückt der ungelöste Fall eines damals verschwundenen Jungen in den Fokus. Als seine Leiche gefunden wird, weist sie die gleichen Verstümmelungen auf wie das erste Opfer. Auch eine Prostituierte wird ermordet, auch sie ist auf die gleiche Weise entstellt. Unterdessen erfährt Nadja, dass sie von Grünberg schwanger ist. Er ist aber nicht bereit, seine Frau zu verlassen, und will eine Abtreibung. Als sie das ablehnt, beendet er das Verhältnis.
Die Ermittler können der ehemaligen Internatsclique den Mord an dem seinerzeit sehr beliebten Schüler zuordnen. Sie hatten ihn umgebracht, um seinen Duft für sich zu verwenden. Nadja kann auch die aktuellen Morde aufklären, alle ebenfalls begangen an ausgesprochen beliebten Menschen.  Dabei gerät sie auch an das von diesen Opfern gewonnene Parfüm. Trotz ihrer Zweifel setzt sie es nun selbst ein, um damit den Vater ihres ungeborenen Kindes an sich zu binden.

## Hintergrund
Die Dreharbeiten fanden zwischen dem 2. August 2017 und dem 5. Dezember 2017 statt. Gedreht wurde unter anderem auf Schloss Heessen in Hamm, das als fiktives Internat St. Laurentius diente, auf dem Fiskusfriedhof in Duisburg und auf Burg Eibach in Lindlar. Obwohl die Serie am Niederrhein spielt, wurde sie nicht dort gedreht. Der Großteil entstand in Köln, im Bergischen Land sowie im Hohen Venn bei Aachen.

## Besetzung
| Schauspieler            | Rolle                       | Episoden  | Staffel |
| ----------------------- | --------------------------- | --------- | ------- |
| Friederike Becht        | Nadja Simon                 | 1–6       | 1       |
| Wotan Wilke Möhring     | Staatsanwalt Grünberg       | 1–6       | 1       |
| Juergen Maurer          | Matthias Köhler             | 1–6       | 1       |
| August Diehl            | Moritz de Vries             | 1–6       | 1       |
| Ken Duken               | Roman Seliger               | 1–6       | 1       |
| Natalia Belitski        | Elena Seliger               | 1–6       | 1       |
| Christian Friedel       | Daniel „Zahnlos“ Sluiter    | 1–6       | 1       |
| Trystan Pütter          | Thomas Butsche              | 1–6       | 1       |
| Marc Hosemann           | Jens Brettschneider         | 1–6       | 1       |
| Anja Schneider          | Elisabeth Grünberg          | 1–        | 1       |
| Oskar Belton            | Roman (jung)                | 1–6       | 1       |
| Valerie Stoll           | Elena (jung)                | 1–6       | 1       |
| Franziska Brandmeier    | Katharina (jung)            | 1–6       | 1       |
| Albrecht Felsmann       | „Zahnlos“ (jung)            | 1–6       | 1       |
| Leon Blaschke           | Moritz (jung)               | 1–6       | 1       |
| Julius Nitschkoff       | Butsche (jung)              | 1–6       | 1       |
| Carlotta von Falkenhayn | Elsie                       | 1, 3–6    | 1       |
| Susanne Wuest           | Psychiaterin Lydia Suchanow | 1–3, 5, 6 | 1       |
| Karl Markovics          | Elenas Vater                | 1–        | 1       |
| Thomas Thieme           | Internatsleiter             | 1–        | 1       |
| Roxane Duran            | Ballerina                   | 4         | 1       |
| Siri Nase               | Katharina „K“ Läufer        | 1         | 1       |

## Episoden
| Nr. | Originaltitel       | Erstausstrahlung D | Zuschauer | Marktanteil |
| --- | ------------------- | ------------------ | --------- | ----------- |
| 1   | Ambra               | 14. Nov. 2018      | 1,18 Mio. | 5,1 %       |
| 2   | Skatol              | 14. Nov. 2018      | 0,97 Mio. | 6,1 %       |
| 3   | Synthese            | 21. Nov. 2018      | 0,76 Mio. | 3,7 %       |
| 4   | Die dritte Substanz | 21. Nov. 2018      | 0,56 Mio. | 4,4 %       |
| 5   | Herzakkord          | 28. Nov. 2018      | 0,5 Mio.  | 2,4 %       |
| 6   | Fesselung           | 28. Nov. 2018      | 0,42 Mio. | 3,3 %       |

## Kritiken
Der Stern schreibt von hochkarätiger Besetzung und meint, die Serie sei „handwerklich-ästhetisch beeindruckend in Szene gesetzt.“ Oliver Jungen von der FAZ schreibt zwar auch von „prächtiger Besetzung und (...) opulenten Bilder in gelbgrünlicher Gemäldeoptik“ sowie von „stimmigem Rhythmus zwischen Übersicht und Intimität, Bewegung und Ruhe, frostiger Eleganz und Holzfeuerwärme“, meint aber, die Serie gefalle sich „zu sehr im schwülstigen Morast der lodernden Leidenschaften“ und schreibt von „Aufdringlichkeit der Kamera“, „kitschig romantischem Ernst“ und „wenig innerer Glaubwürdigkeit“.
Oliver Kaever von Spiegel Online hält die Serie sogar für eine „Komplettkatastrophe“ und meint, sie sehe aus „wie konventionelles Serienfernsehen, bei dem man die Farbe rausgedreht und viele Sequenzen aus Versehen in Zeitlupe gedreht hat.“